# Pandora and the Flying Dutchman

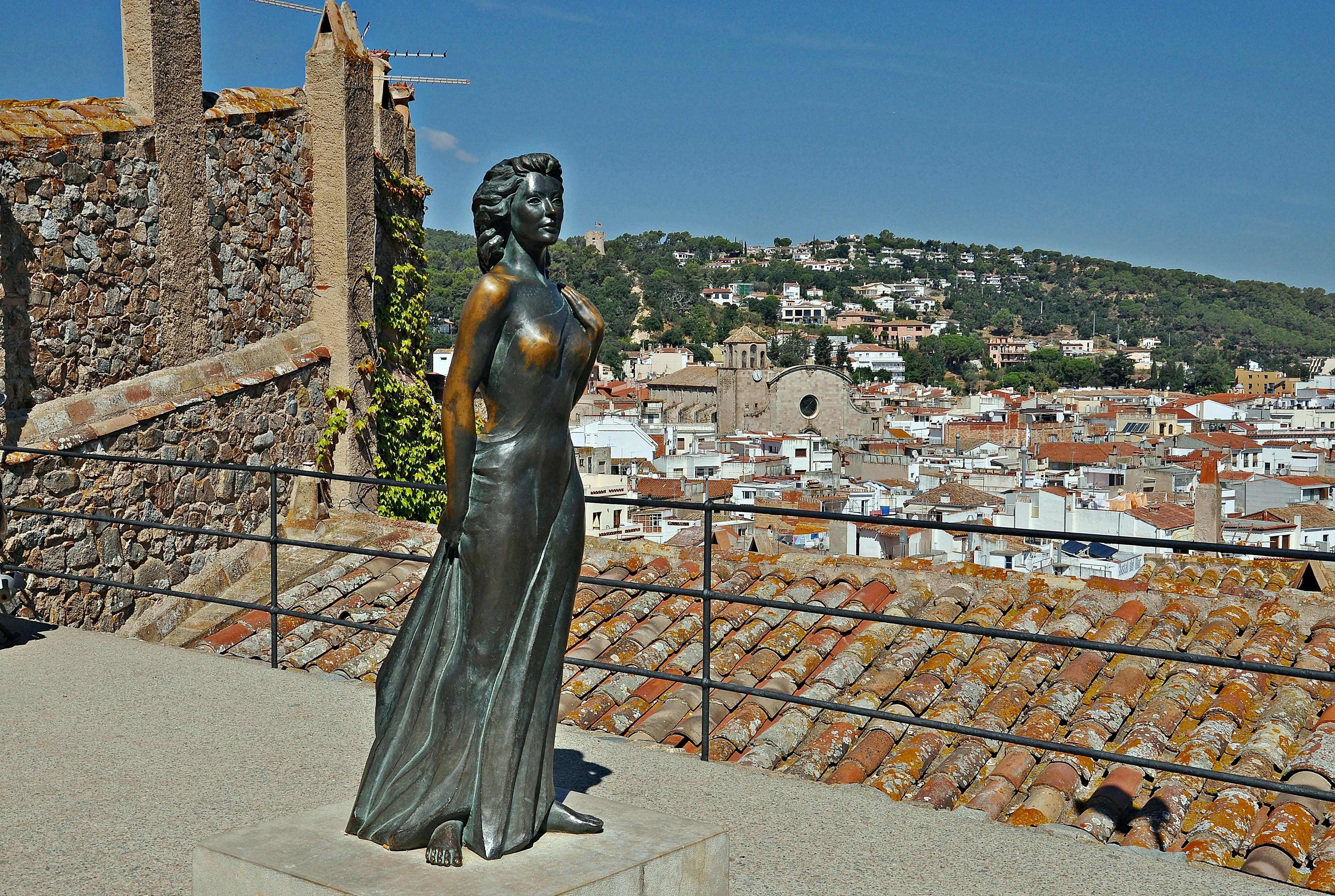
Beeld van Ava Gardner in Tossa de Mar, als aandenken van de opnames aldaar.

Pandora and the Flying Dutchman is een Britse romantische-fantasie  dramafilm uit 1951 onder regie van Albert Lewin, die het tevens schreef en produceerde met Joseph Kaufman. Het verhaal is deels gebaseerd op de legende van "De Vliegende Hollander" en gefilmd in Tossa de Mar aan de Costa Brava in Spanje.

## Verhaal
Het verhaal speelt zich af in 1930 in de kleine Catalaanse havenstad Esperanza. De Amerikaanse nachtclubzangeres Pandora Reynolds is op doorreis in Spanje en verblijft nu in Esperanza. Alle mannen zijn gek op Pandora, maar zij wordt zelf nooit verliefd op hen. Ze weigert het huwelijksaanzoek van de dichter Reggie Demarest, die vervolgens zelfmoord pleegt. Ook de autocoureur Stephen Cameron en de stierenvechter Juan Montalvo dingen naar haar hand. 
Op een dag zwemt ze naar een geheimzinnig jacht dat voor anker ligt in de haven. Ze ontmoet er Hendrik van der Zee. Hij is de kapitein van De Vliegende Hollander, die gedoemd is om eeuwig over de zeven zeeën te varen. Die vloek kan enkel worden verbroken als een vrouw bereid is voor hem te sterven.

## Rolverdeling
| Acteur              | Personage           |
| ------------------- | ------------------- |
| James Mason         | Hendrik van der Zee |
| Ava Gardner         | Pandora Reynolds    |
| Nigel Patrick       | Stephen Cameron     |
| Sheila Sim          | Janet               |
| Harold Warrender    | Geoffrey Fielding   |
| Mario Cabré         | Juan Montalvo       |
| Marius Goring       | Reggie Demarest     |
| John Laurie         | Angus               |
| Pamela Mason        | Jenny               |
| Patricia Raine      | Peggy               |
| Margarita D'Alvarez | Mevrouw Montalvo    |
| La Pillina          | Spaanse danseres    |
| Abraham Sofaer      | Rechter             |
| Francisco Igual     | Vicente             |
| Guillermo Beltrán   | Barman              |